# سرير
السرير (الجمع: أَسِرَّة وسُرُر) هو قطعة من قطع الأثاث تستخدم للنوم أو للراحة. ترواحت السرر عبر التاريخ من مراتب بسيطة محشوة بالقش إلى قطع من الأثاث الثمين بإطارات فاخرة ومزينة بالأقمشة الثمينة. تتكون معظم السرر الحديثة من إطار يطلق عليه أحيانًا قاعدة السرير. وتضاف عادة بعض المفروشات كالمراتب والملاءات والبطانيات والوسادات. وقد تشتمل مفروشات السرير أيضا على لحاف (كيس قطني محشو بالريش أو الألياف).